# Patricio Ormazábal
Luis Patricio Ormazábal Mozó (Curicó, 12 febbraio 1979) è un allenatore di calcio ed ex calciatore cileno, di ruolo centrocampista.

## Carriera
Pato, come è soprannominato dai fan, inizia la sua carriera debuttando nel 1997. Gioca in tutti i ruoli sulla linea mediana del campo, facendo anche il centrocampista arretrato e il trequartista.
Nel 2003 si trasferisce al San Lorenzo de Almagro. Resta solo per mezza stagione, poi passa all'Arsenal de Sarandí.
Nel 2004 rompe con i tifosi dell'Universidad Católica per il suo passaggio all'Universidad de Chile.
Un anno dopo passa al Dorados de Sinaloa, per poi tornare all'Universidad de Chile nel 2006 facendo diventare ancora peggiori i rapporti con i tifosi dell'Universidad Católica.
Nel 2007 torna all'Universidad Católica, dopo che l'allenatore José del Solar è passato ai bianco-blu.